# The Tremeloes
The Tremeloes é uma banda de rock and roll britânica formada em 1958 em Dagenham, Essex por Brian Poole (vocais), Ricky West (guitarra), Alan Blakely (teclados), Alan Howard (baixo) e Dave Munden (bateria). Em 1962, fizeram um teste na Decca, competindo com outro grupo por um contrato de gravação. Foram aprovados, enquanto a outra banda, The Beatles, foi dispensada.
Emplacaram alguns hits nas paradas musicais do Reino Unido durante a década de 1960, embora jamais tenham conseguido superar novamente seus "rivais" de estúdio.
Apesar de passar por diversas mudanças em sua formação, a banda continua a gravar e a se apresentar ocasionalmente.

## Discografia

### Singles
| Data de lançamento | Título Compositor(es)                                                                    | Posição nas paradas | Posição nas paradas | Posição nas paradas  |
| Data de lançamento | Título Compositor(es)                                                                    | Reino Unido         | EUA                 | Certificação da RIAA |
| ------------------ | ---------------------------------------------------------------------------------------- | ------------------- | ------------------- | -------------------- |
| 1962               | "Twist Little Sister" (Keith Nylene / Tommy Harbrook)                                    | -                   | -                   | -                    |
| 1962               | "Keep on Dancing" (Bruce Bowles / Jimmy Hart)                                            | -                   | -                   | -                    |
| 1963               | "Twist and Shout" (Phil Medley / Bert Russell)                                           | 4                   | -                   | -                    |
| 1963               | "Do You Love Me" (Berry Gordy)                                                           | 1                   | -                   | -                    |
| 1963               | "I Can Dance" (Martin Simpson)                                                           | 31                  | -                   | -                    |
| 1964               | "Candy Man" (Roy Orbison)                                                                | 6                   | -                   | -                    |
| 1964               | "Someone Someone" (Norman Petty / Howard Greines)                                        | 2                   | -                   | -                    |
| 1964               | "Twelve Steps to Love" (Terrence Lowly)                                                  | 32                  | -                   | -                    |
| 1965               | "The Three Bells" (Jean Villard Gilles / Marc Herrand / Bert Reisfeld)                   | 17                  | -                   | -                    |
| 1965               | "After a While" (Chris Stomsworth)                                                       | -                   | -                   | -                    |
| 1965               | "I Want Candy" (Bert Berns / Bob Feldman / Gerald Goldstein / Richard Gottehrer)         | 25                  | -                   | -                    |
| 1965               | "Good Lovin'" (Rudy Clark / Arthur Resnick)                                              | -                   | -                   | -                    |
| 1966               | "Blessed" (Paul Simon)                                                                   | -                   | -                   | -                    |
| 1966               | "Good Day Sunshine" (John Lennon / Paul McCartney)                                       | -                   | -                   | -                    |
| 1967               | "Here Comes My Baby" (Cat Stevens)                                                       | 4                   | 13                  | Ouro                 |
| 1967               | "Silence is Golden" (Bob Crewe / Bob Gaudio)                                             | 1                   | 11                  | Ouro                 |
| 1967               | "Even the Bad Times Are Good" (Peter Callander / Mitch Murray                            | 4                   | 36                  | Ouro                 |
| 1967               | "Be Mine" (Alfredo Ferrari / Vito Pallavicini / Mike Smith / Duilio Sorrenti)            | 39                  | -                   | -                    |
| 1968               | "Suddenly You Love Me" (Peter Callander / Mario Panzeri / Daniele Pace / Laurenzo Pilat) | 6                   | 44                  | -                    |
| 1968               | "Helule Helule" (Peter Kabaka)                                                           | 14                  | -                   | -                    |
| 1968               | "My Little Lady" (Alan Blakley / Len Hawkes)                                             | 6                   | -                   | -                    |
| 1968               | "I Shall Be Released" (Bob Dylan)                                                        | 29                  | -                   | -                    |
| 1969               | "Hello World" (Tony Hazzard)                                                             | 14                  | -                   | -                    |
| 1969               | "(Call Me) Number One" (Alan Blakley / Len Hawkes)                                       | 2                   | -                   | -                    |
| 1970               | "By the Way" (Alan Blakley / Len Hawkes)                                                 | 35                  | -                   | -                    |
| 1970               | "Me and My Life" (Alan Blakley / Len Hawkes)                                             | 4                   | -                   | -                    |
| 1971               | "Hello Buddy" (Alan Blakley / Len Hawkes)                                                | 32                  | -                   | -                    |
| 1971               | "Right Wheel, Left Hammer, Sham!" (Alan Blakley / Len Hawkes)                            | -                   | -                   | -                    |
| 1972               | "I Like It That Way" (Alan Blakley / Len Hawkes)                                         | -                   | -                   | -                    |
| 1972               | "Blue Suede Tie" (Alan Blakley / Len Hawkes)                                             | -                   | -                   | -                    |
| 1973               | "Make or Break" (Alan Blakley / Len Hawkes)                                              | -                   | -                   | -                    |
| 1973               | "You Can't Touch Sue" (Alan Blakley / Len Hawkes)                                        | -                   | -                   | -                    |
| 1973               | "Ride On" (Alan Blakley / Len Hawkes)                                                    | -                   | -                   | -                    |
| 1974               | "Do I Love You?" (Cole Porter)                                                           | -                   | -                   | -                    |
| 1974               | "Say O.K. (Say You Love Me)" (Alan Blakley / Len Hawkes)                                 | -                   | -                   | -                    |
| 1974               | "Good Time Band" (Ted Summers)                                                           | -                   | -                   | -                    |
| 1975               | "Rocking Circus" (Alan Blakley / Len Hawkes)                                             | -                   | -                   | -                    |
| 1976               | "Caminando" (Alan Blakley / Len Hawkes)                                                  | -                   | -                   | -                    |
| 1977               | "Gin Gang Goolie" (Traditional)                                                          | -                   | -                   | -                    |
| 1978               | "Lonely Nights" (Alan Blakley / Len Hawkes)                                              | -                   | -                   | -                    |
| 1979               | "Lights of Port Royal" (Alan Blakley / Len Hawkes)                                       | -                   | -                   | -                    |
| 1983               | "Words" (F. R. David)                                                                    | 91                  | -                   | -                    |
| 1987               | "Angel of the Morning" (Chip Taylor)                                                     | -                   | -                   | -                    |
| 1989               | "Lean on Me Baby" (Alan Blakley)                                                         | -                   | -                   | -                    |